# COLD RUSH
『COLD RUSH』（コールドラッシュ）は、原作：米原秀幸、作画：くまだゆかによる日本の漫画。『プリンセスGOLD』（秋田書店）にて、2011年2月号から2012年3月号まで連載された。それまで主に秋田書店の青年誌や少年誌で連載をしてきた米原秀幸にとって、初の漫画原作であり、初の少女漫画雑誌連載の作品である。また、同社の『プレイコミック』で「報道ギャング ABSURD!」を、『ヤングチャンピオン』で「Vision NOA」を連載しており、3誌同時連載も米原にとっては初めてのことである。なお、作画担当であるくまだゆかにとっては、この『COLD RUSH』が初の連載作品である。
この作品は、『月刊少年チャンピオン』（秋田書店）に掲載された『チョコレートぶるーす』のようなモノをという依頼を米原が受けて描かれたものだが、本作は少女を守るだけではなく3人でドタバタと冒険を繰り広げる物語であるとのことである。

## あらすじ
立花草子。あだ名はゾッコ。15歳の中学3年生で、空想が好きな女の子。ゾッコは普段から大小様々な冒険を空想している。でも、ゾッコの日常には冒険と呼べるような出来事は何も無い。変わり者の幼馴染・岡崎行雄が毎朝家を訪れるくらいの、ごくごく平凡な毎日を過ごしていた。
そんなある夜、ドアを開けて黒いスーツとサングラスを着用した男達が家に押し入ってきた。そして、ベランダには青い瞳をした背の高い男、レイチェル・コールドマンが現れる。この日この時、ゾッコの平凡な日常は終わりを告げた。
突然始まったゾッコの冒険の物語。物語のページを、共に開くのは行雄とレイ。そして、Mr.シルバーだった。

## 登場人物
立花 草子（たちばな そうこ） / ゾッコ
主人公。中学3年生の女の子。通称・ゾッコ。ゾッコというあだ名は、幼いころ少々鼻が悪く「ソウコ」と発音できず「ゾッコ」と聞えたため。親しい人以外にゾッコというあだ名では呼ばせない。小さいころから、何気ない日常の中で色々な冒険を空想して過ごしてきた。
親1人子1人の母子家庭で、人気小説家の母親が仕事で忙しいため、家では大抵1人で過ごしている。また、学校でも親しい友人はいない様子である。母親の書く小説が好きで、新作が発表されるのを楽しみにしている。
岡咲 行雄（おかざき ゆきお） / ユキオ
ゾッコの幼馴染の少年。ゾッコより1歳年上の高校生。ギターをケースに入れずそのままぶらさげながら、毎日10km走って通学している。その際、通学路の途中にあるゾッコの家に立ち寄って水分補給するのが日課となっている。毎朝出迎えるのが面倒なため、ゾッコは行雄には合鍵を渡している。ギターは恵から高校入学祝いに貰ったもので、その際に1日に1度はゾッコが元気でいるか見て欲しいと頼まれた。
他人に体に触れられるのを嫌う。足が速く、大会に出場して幾つもの賞状やトロフィーを貰っている。
レイチェル・コールドマン / レイ
長い金髪に青い瞳の男。通称・レイ。非常な長身で、サングラスをかけ、ブーツを履いている。身体能力は高く、またケンカも強い。突拍子もない行動が多い。かなりの大食漢。
ゾッコの母の知り合いで、彼女の依頼でゾッコを守る。
立花 恵（たちばな めぐみ）
ゾッコの母親。売れっ子の小説家で、家にはほとんど帰ってこない。黒服の男たちに拉致される直前にレイにゾッコを守ってくれるよう依頼する。
神居 涼（かむい りょう） / カムイ
立花母娘を狙う組織が送り込んだ男。変装の名人。

## 用語
Mr.シルバー（ミスターシルバー）
ゾッコの家にある大型冷蔵庫。無機質なシルバーボディで、あまりに大きいためクレーン車を使ってベランダからマンションの部屋に搬入し、またキッチンスペースに収まらないため、リビングのテレビの隣に置かれている。ゾッコの母親が、ゾッコが1人でさみしくないよう存在感のある物を、という理由で購入した。

## 書誌情報
- 原作：米原秀幸、作画：くまだゆか 『COLD RUSH』 秋田書店〈AKITA COMICS DELUXE〉、全3巻（2巻以降は電子書籍のみ）
  1. 2011年6月10日発売 ISBN 978-4-253-10786-0
  2. 2013年11月1日発売、ASIN B00G948V0W
  3. 2013年11月1日発売、ASIN B00G948V1Q